# カール・トーマス (歌手)
カール・トーマス (Carl Thomas、1972年6月15日 - ) は、アメリカ合衆国のR&Bシンガーである。イリノイ州オーロラ出身。

## 人物
2000年にアルバム『Emotional』でデビューし、全米ビルボード200にて初登場9位を記録した。また、ローリング・ストーン誌を始めとする、各専門誌からも高い評価を受ける。続いて、2004年に発表した2ndアルバム『Let's Talk About It』で、自身最高の全米ビルボード200にて初登場4位を記録した。その後も、2007年と2011年にアルバムをリリースしている。

## ディスコグラフィー

### アルバム
| 発売日        | タイトル            | 販売レーベル              | 全米アルバムチャート最高位 | セールス |
| 2000年4月18日 | Emotional           | Bad Boy                   | 9位                        |          |
| 2004年3月23日 | Let's Talk About It | Bad Boy、Universal        | 4位                        |          |
| 2007年6月5日  | So Much Better      | Bungalo, Universal        | 25位                       |          |
| 2011年12月6日 | Conquer             | Verve Forecast, Universal | 165位                      |          |